# Amazon Relational Database Service
O Amazon Relational Database Service, ou Amazon RDS (Serviço de banco de dados relacional da Amazon (em inglês)) é um serviço de banco de dados relacional distribuído da Amazon Web Services (AWS). É um serviço da web executado "na nuvem" projetado para simplificar a configuração, operação e escalonamento de um banco de dados relacional para uso em aplicativos.

Processos de administração como patching no software de banco de dados, backup de bancos de dados e habilitação de recuperação point-in-time (restaurar banco de dados de backups para um conjunto de dados ou uma configuração específica num momento no passado.) são gerenciados automáticos.
O escalonamento dos recursos de armazenamento e computação pode ser realizado por uma única API chamada "AWS control plane on-demand". A AWS não oferece uma conexão SSH à máquina virtual subjacente como parte do serviço gerenciado.